# Asz-Szajch Sad (Tartus)
Asz-Szajch Sad (arab. الشيخ سعد) – miejscowość w Syrii, w muhafazie Tartus. W 2004 roku liczyła 4046 mieszkańców.